# Staatliche Antikensammlungen
Staatliche Antikensammlungen (germană: [ˈʃtaːtlɪçə anˈtiːkənˌzamlʊŋən], Colecțiile de Stat de Antichități) este un muzeu din Kunstareal din München care deține colecții de antichități din Grecia, Etruria și Roma din Bavaria, deși colecția de sculpturi este situată în Gliptoteca opusă și lucrările create în Bavaria sunt expuse într-un muzeu separat. Egiptul antic are, de asemenea, propriul său muzeu.